# 1994 ES1
1994 ES1 es un asteroide que forma parte de los asteroides Apolo, descubierto el 14 de marzo de 1994 por el equipo del Spacewatch desde el Observatorio Nacional de Kitt Peak, Arizona, Estados Unidos.

## Designación y nombre
Designado provisionalmente como 1994 ES1.

## Características orbitales
1994 ES1 está situado a una distancia media del Sol de 1,380 ua, pudiendo alejarse hasta 2,186 ua y acercarse hasta 0,5741 ua. Su excentricidad es 0,584 y la inclinación orbital 1,146 grados. Emplea 592,237 días en completar una órbita alrededor del Sol.

## Características físicas
La magnitud absoluta de 1994 ES1 es 28,5.